# Játék határok nélkül 1996
Az 1996-os Játék határok nélkül a sorozat 27. évada. Ez volt az első olyan év, melynek helyszínei nem változtak elődöntőnként, hanem egy állandó helyen volt az egész évad játékai. Az elődöntők nem tematikákra voltak osztva, hanem egy-egy játék kötődött egy részt vevő országhoz.
- Helyszín: Stupinigi vadászkastély, Torino, Olaszország
- Műsorvezetők: Farkas Beatrix, Márton Csaba (1. elődöntő) és Gundel Takács Gábor (Kommentátor, 2-9. elődöntők és döntő)
- Nemzeti bíró: Hovorka Orsolya

Eredetileg az egész évadot Márton Csaba vezette volna, mert Gundel Takács Gábor átigazolt az Eurosporthoz. De Márton Csaba hangszál gyulladás miatt nem tudta vállalni a munkát, így Gundel Takács Gábor kommentátorként visszatérhetett.

## Részt vevő országok
- Svájc (CH): Piros
- Görögország (GR): Sötétkék
- Magyarország (H): Sárga
- Olaszország (I): Fehér
- Portugália (P): Zöld
- Szlovénia (SLO): Rózsaszín

## 1. elődöntő
- Házigazda: Olaszország

| Hely | Ország | Város          | Pont |
| ---- | ------ | -------------- | ---- |
| 1    | SLO    | Novo mesto     | 58   |
| 2    | H      | Hajdúszoboszló | 46   |
| 3    | CH     | Genestrerio    | 43   |
| 3    | I      | Sulmona        | 43   |
| 5    | P      | Amadora        | 34   |
| 6    | GR     | Zákinthosz     | 32   |

## 2. elődöntő
- Házigazda: Olaszország

| Hely | Ország | Város         | Pont |
| ---- | ------ | ------------- | ---- |
| 1    | P      | Moura         | 58   |
| 2    | H      | Eger          | 57   |
| 3    | CH     | Losone        | 42   |
| 3    | SLO    | Kranjska Gora | 42   |
| 5    | I      | Tolentino     | 31   |
| 6    | GR     | Kilkisz       | 30   |

## 3. elődöntő
- Házigazda: Görögország

| Hely | Ország | Város             | Pont |
| ---- | ------ | ----------------- | ---- |
| 1    | I      | Gran San Bernardo | 52   |
| 2    | H      | Érd               | 46   |
| 3    | CH     | Pregassona        | 45   |
| 3    | P      | Funchal           | 45   |
| 5    | GR     | Kerkyra           | 43   |
| 6    | SLO    | Kranj             | 36   |

## 4. elődöntő
- Házigazda: Szlovénia

| Hely | Ország | Város        | Pont |
| ---- | ------ | ------------ | ---- |
| 1    | SLO    | Bohinj       | 53   |
| 2    | H      | Tiszaújváros | 49   |
| 3    | I      | Torino       | 45   |
| 4    | P      | Águeda       | 42   |
| 5    | GR     | Tínosz       | 39   |
| 6    | CH     | Ponte Tresa  | 32   |

## 5. elődöntő
- Házigazda: Svájc

| Hely | Ország | Város               | Pont |
| ---- | ------ | ------------------- | ---- |
| 1    | P      | Vila Franca de Xira | 58   |
| 2    | SLO    | Mengeš              | 52   |
| 3    | GR     | Kalimnosz           | 43   |
| 4    | H      | Göd                 | 38   |
| 5    | CH     | Disentis - Mustér   | 35   |
| 5    | I      | Gallipoli           | 35   |

## 6. elődöntő
- Házigazda: Portugália

| Hely | Ország | Város                           | Pont |
| ---- | ------ | ------------------------------- | ---- |
| 1    | P      | Lamego                          | 62   |
| 2    | SLO    | Radenci                         | 57   |
| 3    | I      | Catanzaro                       | 43   |
| 4    | GR     | Athén                           | 40   |
| 5    | CH     | Chironico                       | 36   |
| 6    | H      | Budapest V. Belváros-Lipótváros | 26   |

## 7. elődöntő
- Házigazda: Magyarország

| Hely | Ország | Város          | Pont |
| ---- | ------ | -------------- | ---- |
| 1    | CH     | Malvaglia      | 49   |
| 2    | P      | Albufeira      | 48   |
| 3    | H      | Százhalombatta | 46   |
| 4    | SLO    | Dobrepolje     | 42   |
| 5    | I      | Nicolosi       | 41   |
| 6    | GR     | Perisztéri     | 35   |

## 8. elődöntő
- Házigazda: Görögország

| Hely | Ország | Város                                   | Pont |
| ---- | ------ | --------------------------------------- | ---- |
| 1    | SLO    | Iška vas                                | 57   |
| 2    | P      | Ponta Delgada                           | 55   |
| 3    | H      | Budapest Pestszentlőrinc, Pestszentimre | 49   |
| 4    | I      | Abano Terme                             | 45   |
| 5    | CH     | Ceresio                                 | 29   |
| 6    | GR     | Kalamata                                | 23   |

## 9. elődöntő
| Hely | Ország | Város        | Pont |
| ---- | ------ | ------------ | ---- |
| 1    | H      | Kecskemét    | 60   |
| 2    | SLO    | Železniki    | 55   |
| 3    | I      | Cascina      | 47   |
| 3    | P      | Gondomar     | 47   |
| 5    | GR     | Neo Psychiko | 28   |

- Svájc csapata Lumino az első játék után visszalépett, mert az egyik játékosuk eleve sérülten érkezett, és az első játékban egy másik játékosuk is megsérült, így nem tudták vállalni a további játékokat.

## Döntő
Az alábbi csapatok jutottak a döntőbe.
| Ország | Város             | Hely | Pont | Elődöntő |
| ------ | ----------------- | ---- | ---- | -------- |
| CH     | Malvaglia         | 1    | 49   | 7        |
| GR     | Kalimnosz         | 3    | 43   | 5        |
| H      | Kecskemét         | 1    | 60   | 9        |
| I      | Gran San Bernardo | 1    | 52   | 3        |
| P      | Lamego            | 1    | 62   | 6        |
| SLO    | Novo mesto        | 1    | 58   | 1        |

Döntő eredménye
| Hely | Ország | Város             | Pont |
| ---- | ------ | ----------------- | ---- |
| 1    | H      | Kecskemét         | 54   |
| 2    | P      | Lamego            | 51   |
| 3    | I      | Gran San Bernardo | 50   |
| 4    | SLO    | Novo mesto        | 42   |
| 5    | CH     | Malvaglia         | 34   |
| 6    | GR     | Kalimnosz         | 32   |

- Kecskemét csapata az egyetlen olyan város a játékok történetében, mely kétszer tudott döntőt nyerni, így ők számítanak a legeredményesebb csapatnak.